# Noémie Fachan
Noémie Fachan, née le 17 novembre 1984 aux Lilas (Seine-Saint-Denis), est une autrice et dessinatrice française. Elle s'est fait connaître grâce à sa page Instagram «Maedusa, gorgone d’aujourd’hui» (en français : « Maedusa, gorgone d’aujourd’hui ») lancée en 2021 où son personnage inspiré du mythe de Méduse prend la parole sur des sujets féministes.

## Biographie
Après une classe préparatoire littéraire, elle obtient un Master de communication des organisations internationales à l'École des hautes études en sciences de l'information et de la communication - Celsa. Passionnée par la culture japonaise, elle étudie le japonais à l’université Waseda à Tokyo et réside huit années au Japon.
De retour en France en 2018, elle enchaîne les emplois de service avant de se lancer dans la bande-dessinée sur Instagram en 2021. Elle publie par la suite plusieurs romans graphiques sur les injonctions à la maternité, l’éducation et la parentalité et de réécriture de la mythologie grecque dans une perspective féministe.

## Publications
- Maternités : miracles et malédictions, 2023.  (ISBN 2401089969)
- L’œil de la Gorgone, 2023.  (ISBN 1028530048)
- Eduquer, défi du monde d’aujourd’hui, 2024.  (ISBN 2401104259)
- La Voix des Harpies, 2024.  (ISBN 1028533527)